# Turi (Maduran)
Turi is een bestuurslaag in het regentschap Lamongan van de provincie Oost-Java, Indonesië. Turi telt 1933 inwoners (volkstelling 2010).